# Лелякова, Ксения Захаровна
Ксения Захаровна Лелякова (1912, с. Ивановское, Льговский уезд, Курская губерния, Российская империя — август 1970, Киев, УССР, СССР) — звеньевая колхоза «Завет Ильича» Рыльского района Курской области, Герой Социалистического Труда (1948).

## Биография
Родилась в 1912 году в селе Ивановское Льговского уезда Курской губернии (ныне — Рыльского района Курской области).
Окончила начальную школу. В 1930 году её семья в числе первых вступила в колхоз «Завет Ильича» Рыльского района Курской (до 1934 года — Центрально-Чернозёмной) области, где Ксения работала свекловичницей. Поскольку внимание уделялось зерновым культурам, в самые урожайные довоенные годы сахарной свёклы собирали не более 180 центнеров с гектара. В 1947 году Ксения выбрана главой свекловичного звена, в результате упорного труда и применения различных удобрений звено получило урожай сахарной свеклы 610 центнеров с гектара на участке в 2 гектара.
Указом Президиума Верховного Совета СССР от 4 мая 1948 года «за получение высокого урожая сахарной свёклы при выполнении колхозом обязательных поставок и натуроплаты за работу МТС и обеспеченности семенами зерновых культур для весеннего сева 1948 года» удостоена звания Героя Социалистического Труда с вручением ордена Ленина и золотой медали «Серп и Молот».
В 1949 году переехала к родственникам в Киев. В 1967 году вышла на заслуженный отдых, скончалась в августе 1970 года.

## Награды
Награждена орденом Ленина (04.05.1948), медалями.